# Виола (город)
Виола (итал. Viola) — коммуна в Италии, располагается в регионе Пьемонт, в провинции Кунео.
Население составляет 438 человек (2008 г.), плотность населения составляет 21 чел./км². Занимает площадь 21 км². Почтовый индекс — 12070. Телефонный код — 0174.
Покровителем коммуны почитается святой Георгий, празднование 23 апреля.

## Демография
Динамика населения:

## Администрация коммуны
- Официальный сайт: http://www.comune.viola.cn.it/